# ビルケンコプフ
ビルケンコプフ（英・独：Birkenkopf）は、シュトゥットガルト西部に位置する小高い丘である。
標高511mで、谷状となっているシュトゥットガルト中心部より約260m高い標高となっており、その頂上からはシュトゥットガルトの街全体を見渡せる。
またビルケンコプフ頂上には、第二次世界大戦時の瓦礫が積み上げられており、十字架の碑が建てられている。
現在は頂上までの道が整備され、休日にはジョギング、サイクリングを楽しむ人が集まる場となっている。

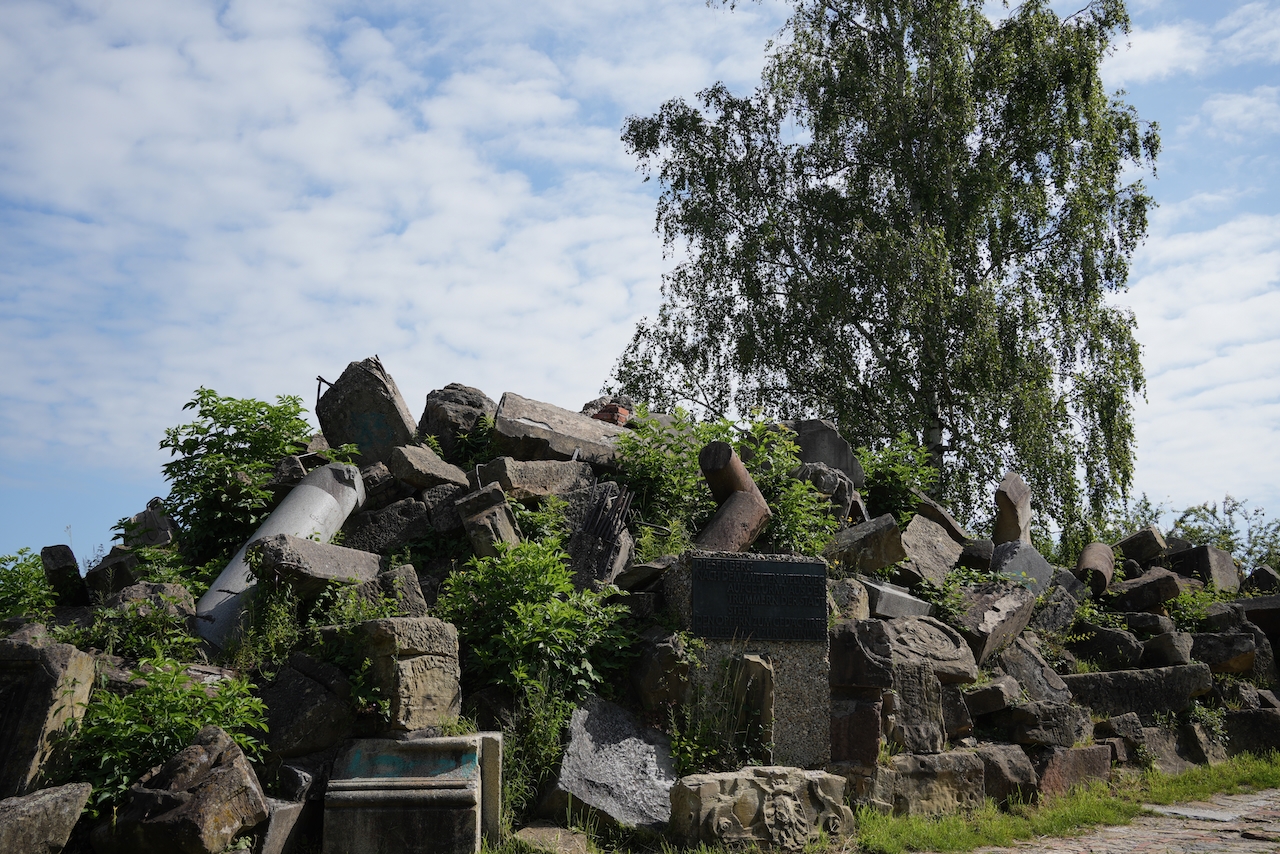
ビルケンコプフの瓦礫の山

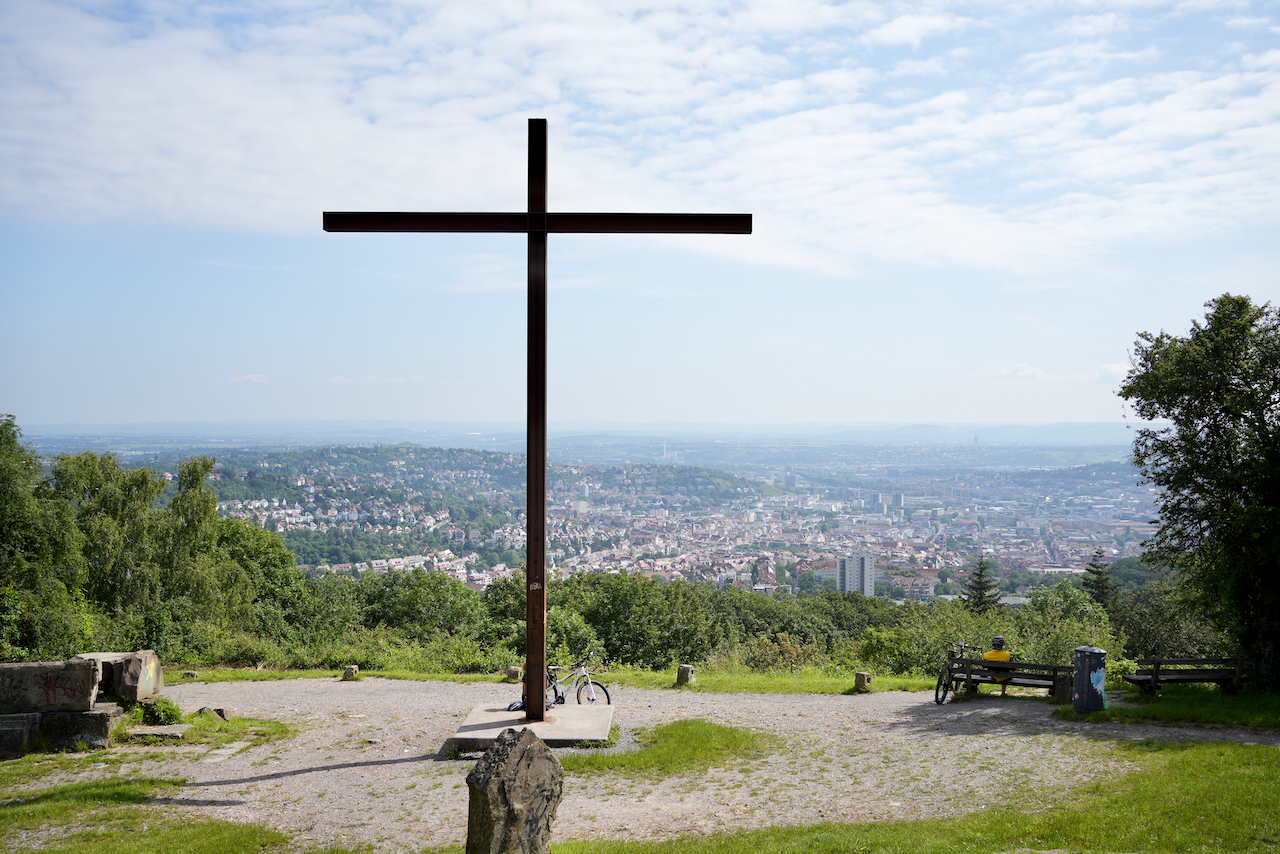
Birkenkopfの十字架